# B BOY PARK
B BOY PARK（ビー・ボーイ・パーク）は、1997年から2017年まで、毎年夏に代々木公園・野外ステージで行われていた日本最大規模のヒップホップのブロックパーティである。
アーティストによるライヴやパネルディスカッション（トークショー）の他、1999年からは一般参加によるMCバトル、B-BOYバトル（ダンスバトル）、DJバトルが行われていた。 なお、初年度のみ「Tokyo B-BOY'S ANNIVERSARY」というタイトルだった。
2005年から2007年までは、韓国でも開催。

## 理念
原宿のホコ天（歩行者天国）をルーツとするストリートカルチャー、日本オリジナルのヒップホップシーンを、若い世代に健全な文化として理解を深めるため、入場無料で気軽に参加することができ、ヒップホップ文化の純粋性を持続的に発展させるためとの企図から開催する行事となっており、ヒップホップの4大要素である「DJ、MC、GRAFFITI、BREAKIN'」の発展のため、自発的な参加により開催されている。
観客に自発的なゴミ拾いを促したり、携帯用灰皿製作等、環境キャンペーンにも取り組んでいる。

## 実行委員長
- 1997年のスタート時から2008年までCRAZY-Aが実行委員長を務める。しかし、2008年は東京B-BOYSの三歩一が一人でイベントを切り盛りするなど、近年は同イベントに対してあまり関わっておらず、実際は名誉会長的な立ち位置だった[1]。
- 2009年は、同年6月4日に自身が起こした不祥事をうけて、CRAZY-Aが実行委員長を辞退したため、実行委員長はZEEBRAが務めた。
- 2010年の実行委員長はDJ YUTAKAが務める。2009年の同イベント中およびその後の発言などから、当初は2010年の実行委員長も引き続き、ZEEBRAが務めるものと思われていたが、自身のツイッターで2010年度の同イベントには関わらず、自身は同日にハワイでライブを行うと発言。その後、2009年の運営に実行委員長として責任を感じ、2010年度は実行委員長を辞退したこと、2011年からまた再び関わることを明かした[2]。
- 2011年もDJ YUTAKAが実行委員長を務める。
- 2012年は宣言通りCRAZY-Aが実行委員長に復帰する。

## 通史
- 1997年、日本で初めてBボーイと呼ばれた男・CRAZY-Aが発起人および実行委員長となり、「Tokyo B-BOY'S ANNIVERSARY」の名で初開催される。かつて原宿のホコ天で日曜日になると踊り始めてた人達が全くいなくなってしまった事を受け、開催に至った[3]。
- 2003年、MCバトルで事件（後述）が起こる。これがきっかけとなり、翌年からB BOY PARKの目玉だったMCバトル、DJバトルが開催されなくなる。
- 2005年、MCバトルが両国国技館にて復活するも、その後、再び姿を消す。
- 2009年6月4日、1997年のスタート時より実行委員長を務めてきたCRAZY-Aが大麻取締法違反（所持）の現行犯で逮捕される。このことを受けて、同イベントの実行委員長を辞退する。
- 2009年8月、長年、実行委員を務めてきたCRAZY-Aの不祥事および同イベントの実行委員長辞退により、開催そのものが危ぶまれたが、ZEEBRAが実行委員長となり、無事開催される。また、MCバトルが出場者を「20歳以下限定」という形で再度復活する。
- 2010年、DJ YUTAKAが実行委員長となり、開催される。
- 2011年1月23日、「B BOY PARK 冬の陣」がJCBホールで開催される。
- 2012年、開催15周年を記念して8月17日から8月19日の3日間にわたって開催される。
- 2017年、開催20周年を記念して8月18日から8月20日の3日間にわたって開催。これが最後のB BOY PARKとなった。
- 2018年、「東京ビーボーイズ ブロックパーティー」と名前を変え、同年8月17日〜19日の3日間、代々木公園Bエリアでブレイクダンスバトルのイベントを開催。実行委員長はCRAZY-A。

### B BOY PARK 2007
2007年のB BOY PARKはちょうど開幕後10周年に当たり、8月17日から8月19日までの3日間にわたって開催。ライブには、ZEEBRA、K DUB SHINE、童子-Tらが参加した他、活動休止中であったRHYMESTERもサプライズで登場。般若は未発表長編DIS SONGをステージで披露し、湘南乃風や加藤ミリヤ、DJ KAORI、更には般若の前に登場したKREVAやK DUB SHINEなどを激しくDISした。
8月18日には「“おれがオーガナイズ2007夏－3 Party” B BOY PARK feat.LITTLE」というLITTLE主催のライブイベントも行われ、過去のB BOY PARKの秘蔵映像の上映会や、パネラーのトーク、ライブなどが行われ、MADHAND、HOSHIKUZU4、BLAST RAMPAGE、SONOMI、CUEZEROらが参加した。

### B BOY PARK 2009
2009年8月22日から8月23日の二日間にわたって開催。長年、実行委員を務めてきたCRAZY-Aの不祥事および同イベントの実行委員長辞退により、開催そのものが危ぶまれたが、ZEEBRAが実行委員長となり、無事開催された。実行委員にはダースレイダーなどが参加し、「新生B BOY PARK」を目指し、例年にはない様々な試みがなされた。その1つとして、長年行われてこなかったMCバトル、DJバトルを「20歳以下限定」という形で復活された。この年齢制限は、2005年からB BOY PARKとは別の主催で開催されているフリーエントリーの「ULTIMATE MC BATTLE」との差別化、また新しい若手のエースを生み出すためである。また、それに伴い、知名度、キャリア共にある著名MCが3人チームとなって闘う「3 ON 3 PROFESSIONAL MC BATTLE」が開催された。
直前まで出演者が発表されないうえに、多数の出演者が短いライブをし、「紙資料にB BOY PARK出演とか書きたいだけの現場感のない、誰も知らないようなレコード会社発信のアーティスト」も出演してしまう例年のライブ状況を改善するため、事前投票により出演者を決める「PEOPLE'S CHOICE」が行われた。選ばれた出演者は、ZEEBRAや般若、ANARCHY、JUSWANNAなどであった。
その他にも、8月23日には第三会議室の公開収録が行われた。番組MCのK DUB SHINEと宇多丸に加え、実行委員長のZEEBRAとMummy-Dが乱入したことにより、キングギドラとRHYMESTERのメンバーが揃った。

### B BOY PARK 2010
2010年8月21日から8月22日の二日間にわたって開催。2009年の同イベント中およびその後の発言などから、当初は2010年の実行委員長も引き続き、ZEEBRAが務めるものと思われていたが、自身のツイッターで2010年度の同イベントには関わらず、自身は同日にハワイでライブを行うと発言。そのため、この年の実行委員長はDJ YUTAKAが務めた。（その後、自身のツイッターで2009年の運営に実行委員長として責任を感じ、2010年度は実行委員長を辞退したこと、2011年からまた再び関わることを明かした。）
前回、「新生B BOY PARK」を掲げて様々な試みを行ったZEEBRAやダースレイダーが参加しなかったこともあり、前回は行われた「3 ON 3 PROFESSIONAL MC BATTLE」や「PEOPLE'S CHOICE」などのイベントは行われず、良くも悪くも「例年通り」のイベントとなった。
ライブは21日にR&B、22日にヒップホップのアーティストが中心に出演した。
イベントの最後にCRAZY-Aが登場し、自らの不祥事の謝罪とともに、2011年も引き続きDJ YUTAKAが実行委員長を務め、自身は2012年から復帰すると宣言した。
同イベントに数多く出演し、トリも飾ってきた般若は、同日に開催されたOZROSAURUSや漢が出演する対抗イベント「BAD BOY PARK」に出演した。

### B BOY PARK 冬の陣
2011年1月23日にJCBホールで開催された。全国の予選を勝ち抜いた参加者たちによるMC BATTLE全国大会決勝戦のほか、KREVAやAI、RINO LATINA IIなどのライブも行われた。
MC BATTLE全国大会決勝戦では、MCバトル歴代優勝者であり、シード選手でもあった漢、晋平太等をおさえ、関東代表のPONYが優勝を決め、賞金200万円を獲得した。また、その際、MC BATTLE3連覇を果たし、殿堂入りを果たしていたKREVAが約5年ぶりとなるフリースタイルを披露した。

### B BOY PARK 2012
2012年8月17日から8月19日の3日間にわたって開催された。15周年を記念して3日間に亘って開催され、DJ YUTAKAの要望によりSEEDAが初登場したほか、トリとしてKGDRが登場した。また、この年、予てからの宣言通りCRAZY-Aが実行委員長に復帰する。

### B BOY PARK 2013
2013年8月16日から8月18日の3日間にわたって開催。今回は代々木公園野外ステージでのライブが出来ないため、野外ステージ前に新たなステージを設けての開催となった。DJを使うイベント（BBOYPARKも含む）では、音量を固定していてもDJがミキサーを使って音量を上げることができてしまい、今まで再三再四音量については注意があったらしいが今回からDJブースの設置は禁止となった。
今年はBBOYPARKでは初となる、アイドルグループLinQが出場。若手の出場が多くなった今回だが、17日のトリはNIPPS率いるTETRAD THE GANG OF FOUR、18日はK DUB SHINEとDJ OASISが務めた。

## 各バトル

### MCバトル
- 2001年、KICK THE CAN CREWのKREVAが三連覇を達成する。2017年度をもって大会を終了したため、この記録は破られなかった。
- 2003年、MCバトルで事件（後述）が起こる。
- 2004年、中止。
- 2005年、両国国技館にて復活するも、その後再び姿を消す。
- 2009年、出場者が「20歳以下限定」という形で再度復活。この年齢制限は、2005年からB BOY PARKとは別の主催で開催されているフリーエントリーの「ULTIMATE MC BATTLE」との差別化、また新しい若手のエースを生み出すためである[1]。
- 2011年1月23日、B BOY PARK 冬の陣が開催され、全国の予選を勝ち抜いた参加者たちによるMC BATTLE全国大会の決勝戦が行われた。（後述）

#### 2003年のMCバトルでの事件
2003年8月14日、恵比寿の「EBiS303」にてMCバトルの本選が行われた。司会はMC RYU。審査員は、荏開津広、GANXSTA D.X、小林雅明、古川耕、BOY-KEN、柾虎、DJ YAS、ROCK-Teeの8名。審査方式は、各審査員が赤色と青色の旗を持ち、4本以上の旗が揚がった方が勝者となるシステム。引き分けとなった場合は、観客の声援でジャッジを下すというものだった。
準決勝の「漢 対 MC USK」の際、準決勝開始前の小休憩で席を外した数名の審査員がなかなか戻って来なかったため、司会のMC RYUが「審査員が帰って来ないから、準決勝からはもう観客の声援だけでジャッジをします」とルールを変更してしまい、観客のジャッジで青コーナーの漢が一旦勝者となった。
その後戻ってきた審査員は大会を中断し、MC RYUのルール変更に抗議し試合をやり直すべきと主張。これに対しMC RYUは、「俺もうどうしたらいいか分かんねぇや！」と司会を放棄。結局試合をやり直すことになり、この展開に会場は終始ブーイングの嵐に包まれ一触即発の事態となった。準決勝再試合の判定は、観客の「青！ 青！」という大合唱の中、赤5本、青3本で赤コーナーのMC USKが勝者となった。漢は前年の優勝者でもあったため、2003年も優勝候補として期待されていたが、この事件に巻き込まれて敗退してしまうという結果になった。
その後、こうした一連の手際の悪さや、バトルにおけるしっかりとしたルール体制が成されていない点、翌年からは審査員をやりたがる者が減ったことなどもあって、翌2004年以降はB BOY PARKの目玉だった各バトルコーナーが減少・縮小された。

#### 3 ON 3 PROFESSIONAL MC BATTLE
「B BOY PARK 2009」において「新生B BOY PARK」（後述）を目指し開催されたイベントの一つ。
長年行われてこなかったMCバトルが「20歳以下限定」という形で復活されたことに伴い、知名度、キャリア共にある著名MCが3人チームとなって闘う同大会が開催された。優勝はチームNo.4だった。
- チームNO.1 - ZEEBRA, UZI, CHINO （BRAIDZ）
- チームNO.2 - 漢, MEGA-G, BES
- チームNO.3 - Q, 玉露, TSUBOI
- チームNO.4 - ダースレイダー, MASARU, KEN THE 390
- 司会 - サイプレス上野
- ブレイクDJ - DJ KEN-BO, DJ WATARAI

### ダンスバトル
同イベントの初期から現在まで行われている長寿イベントの一つ。
- 2010年から出場者が全て「20歳以下限定」に。

### DJバトル
- 2004年以降ずっと行われていなかったが、2009年にのみ「20歳以下限定」という形で開催。

## 歴代優勝者

### MCバトル優勝者
- 1999年 - KREVA
- 2000年 - KREVA
- 2001年 - KREVA
- 2002年 - 漢
- 2003年 - 外人21瞑想
- 2005年 - 晋平太
- 2009年 - コペル
- 2010年 - 菊丸
- 2011年 - ACE
- 2012年 - MEKA
- 2013年 - スナフキン、あおりんご(U-22部門)
- 2014年 - 輪入道
- 2016年 - ACE
- 2017年 - スナフキン

#### MCバトル全国大会優勝者
- 2011年 - PONY

### DJバトル優勝者
- 2009年 - DJ ケイタ

## 韓国でのB BOY PARK
- 第1回 - 『HongDae B BOY PARK』
2005年、文化観光部主催「日韓友情の年」の行事として開催。
- 第2回 - 『Imjinkak B BOY PARK』
2006年、Kyungki文化財団主催「世界平和祝典」の閉幕式にて開催。
- 第3回 - 『Najiwon B BOY PARK』
2007年5月5日、ソウル財団法人主催「ハイ・ソウル・フェスティバル」と共にHan River Nanji地区で開催。環境キャンペーンと平和をモットーに、全ての観客が無料で参加。 韓国を代表するDJや各アーティスト、ダンサーが、6時間のリレーパフォーマンスを繰り広げた。

## 関連商品

### アナログ
- 『B-BOY PARK 2001 E.P.』　DJ BEAT　（2001年8月1日）

### CD

#### シングル
- 『B-boy Park 2000』　DJ BEAT　（2000年8月30日）
- 『We Are The Wild』　（2000年8月30日）
- 『B-BOY PARK 2001 E.P.』　（2001年8月1日）
- 『ダウン バイ ロー』　CRAZY-A & KICK THE CAN CREW　（2002年8月7日）

#### アルバム
- 『B-BOY PARK 2000 9/3.約束の土地で…』　（2000年11月22日）
- 『B BOY PARK 2001 新たなる道へ・・・』　（2001年12月12日）
- 『B BOY PARK 2002 OFFICIAL SOUND TRACK ALBUM』　（2002年11月20日）
- 『B BOY PARK 2003 SOUND TRACK』　（2003年12月26日）
- 『B-BOY PARK ORIGINAL SOUNDTRACK FREE STYLE Vol.1』　（2011年1月26日）

## これまでに参加した主なアーティスト
※ アルファベット順
- AI (歌手)
- B-FRESH
- BENNIE K
- CRAZY-A
- CHRIS
- DJ KRUSH
- DJ OASIS
- EAST END
- HIPHOP戦隊B-BOYGER
- JUSWANNA
- K DUB SHINE
- KAMINARI-KAZOKU.
- KICK THE CAN CREW
- KMC
- MC仁義
- MELLOW YELLOW
- Miss Monday
- MURO
- NORIKIYO
- OZROSAURUS
- RHYMESTER
- RIP SLYME
- RINO LATINA II
- SEEDA
- S.L.A.C.K.
- SOUL SCREAM
- YOU THE ROCK★
- ZEEBRA
- ZINGI
- ダースレイダー
- 童子-T
- 中川剛（中川家）
- 般若
- 妄走族
- ラッパ我リヤ
- 夜光虫